# 루크 트레더웨이
루크 트레더웨이(Luke Treadaway, 1984년 9월 10일 ~ )는 잉글랜드의 배우이다.

## 출연 작품
- 언브로큰 - 밀러 역
- 내 어깨 위 고양이, 밥
- 내 어깨 위 고양이, 밥 2 - 제임스 역
- 에델과 어니스트 - 레이먼드 브릭스 역